# Karlo II., kralj Engleske
Karlo II. (Palača St. James's, 29. svibnja 1630. – 6. veljače 1685.), engleski, škotski i irski kralj.
Poznat je po tome da je de iure bio kralj od smaknuća svoga oca Karla I. 30. siječnja 1649., ali de facto je kralj postao 29. svibnja 1660. nakon smrti Olivera Cromwella čime je bilo završilo razdoblje republike i započela restauracija monarhije u Engleskoj. U narodu je poznat kao "veseo vladar" zbog svoje sklonosti ka uzbuđenjima i uživanjima. 
Nakon smaknuća njegova oca Karla I. 30. siječnja 1649. Karlo je de jure naslijedio krunu. Nakon što je bio prisiljen pred snagama odanim parlamentu izbjeći u Škotsku 5. veljače iste godine proglasio se kraljem Škotske no i ta titula je bila samo titula bez sadržaja dok ju, nakon dugotrajnih pregovora, nisu priznali škotski prezbiterijanski pobunjenici, pa je Karlo okrunjen za škotskog kralja 1. siječnja 1651. Međutim, i ta njegova vladavina je bila kratkog vijeka jer je ta vlast bila uklonjena prodorom republikanske vojske Olivera Cromwella. Sve do povratka na vlast godine 1660. Karlo je proveo u izgnaništvu u Francuskoj.   
Kao i njegov otac, Karlo je većinu svoje vladavine proveo u borbi s parlamentom, ali za razliku od vremena njegovog oca, napetosti nisu nikada dosegnule takvu razinu neprijateljstava iz razloga što je Karlo izbjegavao nametanje novih poreza koji bi ga antagonizirali s parlamentom i narodom. Njegovu vladavinu obilježio je i utjecaj vjerskih sukoba koji su se odvijali na kontinentu na unutarnje prilike i prvi politički sukobi zametaka političkih stranaka u Engleskoj (Torijevaca (Tory – konzervativci) i Vigovaca (Whig – liberali).   
U braku nije imao preživjele djece ali je zato imao brojnu nezakonitu djecu od kojih je priznao četrnaest. Bio je pokrovitelj i mecena mnogim umjetnicima, a na dvoru je oživio kazališne predstave i glazbene koncerte koji su u vrijeme Republike bili zabranjeni. Tijekom života smatrali su ga prikrivenim katolikom, a na samrtnoj postelji prešao je na katolicizam. 

## Rođenje i mladost
Karlo je najstariji preživjeli sin engleskog kralja Karla I. i njegove supruge Henrijete, kćerke francuskog kralja Henrika IV. i Marije de Medici. Rodio se u palači St. James's 29. svibnja 1630. Po rođenju je automatski postao nasljednik engleske krune i dobio titulu princa od Walesa.

## Građanski rat i progonstvo
Četrdesetih godina 17. stoljeća, tijekom kojih je njegov otac Karlo I. vodio političku i vojnu borbu s parlamentom Karlo je bio još sasvim mlad, ali je usprkos tome pratio svog oca tijekom rata te je po svom položaju bio zapovjednik snaga na zapadu zemlje. S bratom Jakovom sudjelovao je u bici kod Edgehilla. 1647. godine ga je otac, zbog bojazni za njegovu sigurnost uputio k majci Henrijeti u Francusku gdje je na vlasti bio njegov bratić francuski kralj Luj XIV. 1648. godine Karlo je prešao u Nizozemsku i to u Haag gdje je očekivao vojnu pomoć svoje sestre Marije koja je bila udana za Vilima II., princa Oranskog. Međutim Karlo nije uspio iskoristiti kraljevsku flotu koja je tamo bila usidrena jer je u međuvremenu u bici kod Prestona njegov otac Karlo I. izgubio rat.
Tijekom svog boravka u Haagu Karlo je imao ljubavnu vezu s Lucy Walter, kurtizanom i pripadnicom rojalističke velške obitelji koja je također, kao i Karlo, u Haagu bila u prognaništvu. Tijekom te veze Karlu se s Lucy rodio sin James, jedan od mnoge Karlove nezakonite djece, koji će kasnije kao vojvoda od Monmoutha biti veliki politički protivnik Karlovog brata i nasljednika, katolika Jakova II.

### Kralj Škota
Karlo I. je bio smaknut u siječnju 1649., a Engleska je proglašena republikom. Istovremeno Škotska je pod vodstvom prezbiterijanaca u Karlu prepoznala nasljednika Karla I. pa je time pravno onemogućila Engleze da samo svojom odlukom odlučuju o sudbini monarhije. 5. veljače 1649. u Edinburghu je proklamirano da je Karlo kralj Škota uz uvjet da mora potpisati obvezujuću izjavu kojom bi Škotska crkva bila oslobođena utjecaja Anglikanske crkve te ostala prezbiterijanskom. Nakon dolaska u Škotsku 23. lipnja 1650. Karlo je formalno pristao na te uvjete iz razloga dobivanja podrške za sebe u Škotskoj ali to ga je učinilo još nepopularnijim u Engleskoj.  
1. siječnja 1651. Karlo je i okrunjen za škotskog kralja no ubrzo bijaše prezren od strane svojih škotskih domaćina čemu je pridonosila i vojna prijetnja iz Engleske. Naime, republikanske vojne snage iz Engleske predvođene Oliverom Cromwellom odlučile su pokrenuti napad na Škotsku kako bi potpuno porazile ostatke rojalističkih snaga. Karlo je sa svojim škotskim saveznicima odlučio pokušati napasti i time iznenaditi engleske republikanske snage te prodrijeti u Englesku. No mnogi od škotskih vođa su Karla napustili u odlučnim trenucima pa je napad doživio fijasko i poraz u bici kod Worcestera 3. rujna 1651. nakon čega se Karlo morao dati u bijeg. U početku se skrivajući pred republikancima (koji su raspisali nagradu od 1000 funti za njegovu glavu i zaprijetili smrću svakom onom tko mu pomogne) uspio je nakon šest tjedana umaći u Francusku.

### Novo progonstvo
Osiromašen, Karlo više niti s vezama svoje majke Henrijete u Francuskoj i svoje sestre u Nizozemskoj nije uspijevao okupiti oko sebe dovoljno lojalnih snaga, a niti financijska sredstva za napad na republikance. U svojim nastojanjima obratio se i Španjolskoj ali niti u tom pokušaju nije uspio.

## Ponovno kralj
Smrt Olivera Cromwella 1658. godine, u prvom trenutku, nije se činila kao moguća nova Karlova šansa jer je u Engleskoj titulu lorda protektora preuzeo Richard Cromwell. Međutim, Richard Cromwell bez očeve karizme i bez podrške u parlamentu i vojsci bio je prisiljen napustiti svoj položaj 1659. godine. Protektorat Engleske bio je ukinut a Commonwealth ponovno uspostavljen. Nemire i anarhično stanje koji su nastali, svojom vojskom je smirio George Monck, guverner Škotske koji je na čelu svojih snaga ušao u London, razriješio parlament i raspisao izbore za novi nakon skoro dvadeset godina.
Na izborima su nadmoćno pobijedili rojalisti, a tako izabrani parlament sastao se 25. travnja 1660. Karlo je u nastaloj situaciji donio deklaraciju kojom je iznio svoje uvjete za povratak na vlast, a u kojoj je, među ostalim, pristao na oprost svim neprijateljima svoga oca. U deklaraciji se ističe da je Karlo nakon smrti svog oca 1649. bio zakonit suveren i kralj.
Karlo je stigao u London 29. svibnja 1660. koji se uzima kao datum ponovne uspostave monarhije u Engleskoj, a ujedno je bio i Karlov trideseti rođendan. Iako je Karlo pomilovao Cromwellove ljude, ipak je njih 13 smaknuto, a ostali su dobili zatvorske kazne.
Parlament za čijeg se kratkog mandata provela restauracija monarhije je neposredno prije Karlove krunidbe u Westminsterskoj opatiji 23. travnja 1661. razriješen, a nakon krunidbe okupio se novi parlament u kojem su većinu imali rojalisti pa Karlo nije imao razloga narednih sedamnaest godina birati novi parlament. Karlo se odrekao nekih nepopularnih poreznih zakona iz doba vladavine svojeg oca a parlament mu je zauzvrat utvrdio godišnji prihod od 1.200.000 funti.  
Studenoga 1662. kraljevskom poveljom osnovao je Kraljevsko društvo, današnju akademiju prirodnih znanosti Ujedinjenog Kraljevstva.

### Ženidba
1662. Karlo se vjenčao s portugalskom princezom Katarinom od Braganze koja je kao miraz donijela otočje pored indijskog grada Bombaja i Tanger u Maroku. Tijekom iste godine prodao je za 40.000 funti grad Dunkerque Francuskoj.

## Vanjska politika
U znak zahvalnosti 1663. godine, zemljoposjede u Sjevernoj Americi u provinciji tada znanoj pod imenom Karolina dodijelio je osmorici plemića koji su mu bili lojalni za vrijeme dok se borio za povratak na prijestolje. 
1665. Karlo započinje drugi englesko-nizozemski rat koji traje do godine 1667. U ratu je Engleska postizala uspjehe osvojivši grad New Amsterdam, koji je nakon osvajanja preimenovan u danas poznato ime New York u čast Karlovog brata Jakova, vojvode od Yorka. No godine 1667. Nizozemci su Engleze iznenadili napadom na usidrene brodove na rijeci Temzi, potopivši cjelokupnu englesku flotu osim broda "Royal Charles" koji su kao trofej odvukli u Nizozemsku. Nakon toga 1667. je potpisan sporazum u Bredi kojim je ratni sukob završen.
1668. Engleska je sklopila savezništvo sa Švedskom i svojim donedavnim neprijateljem Nizozemskom kako bi oponirali agresivnom francuskom kralju Luju XIV. No godine 1670. kako bi prevladao svoje financijske poteškoće sklapa s Francuskom u Doveru sporazum kojim se Francuska obvezuje Engleskoj plaćati danak od 200.000 funti godišnje, a Engleska se obvezala francuskoj slati vojne trupe. Istim sporazumom Karlo se obvezao primiti katoličanstvo kad mu to njegov status kralja Engleske dopusti. 
Zakonima iz 1670. Karlo je Istočnoindijskoj kompaniji odobrio samostalno stjecanje novca i teritorija, gradnju utvrđenja i samostalnog osnivanja vojnih postrojbi, samostalno sklapanje saveza, rata i mira, te samostalnu građansku i kaznenu jurisdikciju na području Indije.

## Unutarnja politika

### Prirodne nesreće
1665. Karlo se suočio s velikim problemom a to je bila velika epidemija kuge u Londonu. Vjeruje se da su ju donijeli nizozemski brodovi koji su prevozili pamuk iz Amsterdama. Bolest se brzo širila pa je u jednom trenutku umiralo i do 7000 ljudi tjedno. Karlo se u srpnju mjesecu 1665., bježeći od bolesti, s obitelji povukao u Oxford. Nikakvi pokušaji suzbijanja bolesti nisu uspjeli dok sama epidemija nije jenjala ostavivši iza sebe mnogo umrlih. Godinu dana poslije, 2. rujna 1666. još jedna tragedija pogodila je London. To je bio veliki požar koji je progutao 13.200 kuća i 87 crkava. 

### Sukobi s parlamentom
Iako mu je u početku naklonjen, Karlo je tijekom sedamdesetih godina 17. stoljeća, naročito u pogledu vođenja ratova i u pogledu vjerske politike zanemario parlament. 1672. Je donio Kraljevsku deklaraciju o oprostu ( Royal Declaration of Indulgence) kojom je obustavio kažnjavanje katolika i drugih vjerskih manjina. Iste godine stupio je u savez s katoličkom Francuskom i ponovno započeo rat s Nizozemskom.
Parlament se suprotstavio Kraljevskoj deklaraciji o oprostu tvrdeći da kralj nije imao pravo obustaviti od primjene ranije donesene zakone. Karlo je povukao deklaraciju ali je pristao na propis kojim bi javni službenici bili dužni polagati zakletvu koju bi propisivala Anglikanska crkva, te se i dalje osuđivalo učenje Katoličke crkve kao praznovjerje i idolopoklonstvo. Kako je parlament odbio prihvatiti financiranje rata s Nizozemskom Karlo je bio prisiljen taj izgubljeni rat završiti sporazumom 1674.
Kako Karlo nije imao djece sve izglednijom se činila mogućnost da će ga naslijediti brat Jakov koji se u međuvremenu preobratio na katoličanstvo. Ta činjenica je bila povodom da godine 1678. izbije antikatolička histerija kojoj je povodom bila objava stanovitog popisa zavjerenika koji su htjeli ubiti Karla da bi za kralja postavili katolika Jakova. Posljedica je bila smaknuće nekolicine nevinih ljudi kako bi se primirila javnost.
Godine 1678., iako je narod tražio rat s katoličkom Francuskom, Karlo je potajno pregovarao s Lujem XIV. pokušavaju da u zamjenu za novac ostane neutralan u sukobima. Kako parlament nije stao na njegovu stranu Karlo ga je u siječnju godine 1679. raspustio. Novi parlament okupio se već u ožujku iste godine.

### Sukob oko nasljedstva krune
Godine 1679. Parlament se počeo vrlo žestoko suprotstavljati mogućnosti da Karla naslijedi njegov brat katolik. Jedan od zastupnika, Anthony Ashley Cooper, grof od Shaftesburyja, predložio je zakon kojim bi se Jakova isključilo kao nasljednika krune, a u nasljednu liniju uključi James Scott, vojvoda od Monmoutha, izvanbračni Karlov sin s Lucy Walter. Torijevci (konzervativci) bili su protiv isključenja, a vigovci (liberali) za isključenje.
Bojeći se da ovaj zakon ne bi prošao u parlamentu Karlo je u prosincu 1679. raspustio parlament. I sljedeća dva parlamenta (jedan iz 1680., i drugi iz 1681.) su također bili raspušteni iz istih razloga. Do svoje smrti Karlo je vladao kao apsolutistički vladar. Zbog Karlovog suprotstavljanja spornom zakonu neke protestantske pristalice su skovale urotu kojoj je bio cilj ubojstvo Karla i njegova brata Jakova. Zavjera nije uspjela a urotnici su optuženi za veleizdaju i smaknuti.

## Smrt
Karlo je umro iznenada od disfunkcije bubrega i uremije što se manifestiralo zadržavanjem mokraće u tijelu, završivši komom i smrću.
Kada je Karlo shvatio da će umrijeti u velikoj tajnosti k sebi je uz samrtnu postelju pozvao katoličkoga svećenika Johna Huddlestona, za čiji se Missale Romanum (Rimski misal), tiskan 1623. u Parizu, vjeruje da je utjecao na kraljevo obraćenje na katoličku vjeru. Umro je u srijedu, 6. veljače 1685. (u dobi od 55 godina) i pokopan je u Westminsterskoj opatiji. Naslijedio ga je mlađi brat Jakov.